# Théophile Jules Pelouze
Théophile Jules Pelouze (Valognes 26 de febrer de 1807 - Bellevue 31 de maig de 1867, fou un químic francès.

## Biografia
El seu pare, Edmond Pelouze, després d'haver dirigit diversos establiments industrials i lligat a la manufactura de Saint-Gobain, dirigia una fàbrica de porcellana fundada a Valognes i va ser l'autor de diverses obres techniques.
Théophile va anar a treballar en una farmàcia a La Fère per a fer-hi el seu aprenentatge, però en va treure|sortir més tard, seguint els consells de Louis Nicolas Vauquelin amic del seu pare. Vauquelin no estava satisfet amb els coneixements farmacèutics que havia adquirit i el va recomanar a A. Chevallier amb el qual es dedicà amb passió l'estudi, ja que la farmàcia pràctica havia estat un entretaniment.
És a l'oficina de la plaça Pont-Saint-Michel de Chevallier que Pelouze va conèixer a Lassaigne, que, havent reconegut la seva aptitud, el va presentar a Joseph Louis Gay-Lussac que el va col·locar com a ajudant al laboratori de Wilson, on es va quedar dos anys. El seu caràcter, el seu amor pel treball i la seva capacitat van fer que Gay-Lussac el tractàs més com un amic que com un alumne.
Després d'haver continuat dos anys al laboratori de Wilson, dirigit per Gay-Lussac i Lassaigne, Pelouze se'n va anar i va tornant als seus primers estudis. Es va presentar, el 1829, al concurs dels hospitals de París per a l'internat en farmàcia, va ser rebut i va fer una part del seu internat a la Salpêtrière.
Pelouze, encara que tenia deures que complir com a intern, es lliurava a l'estudi pràctic de la química; però la seva salut el va forçar a presentar la seva dimissió d'intern. Es va limitar llavors a seguir els treballs del laboratori de Gay-Lussac on va fer nombroses experiències sobre anàlisis d'or i de plata, sobre l'alcalimétria, etc.
El 1830, Pelouze va ser nomenat professor de química municipal a Lilla. Allà, com ho hagués fet en un altre lloc, no va interrompre de treballar, i es va ocupar particularment d'investigacions sobre el sucre de la remolatxa, la seva producció i la seva puresa. Pelouze no hi quedà molt a Lille. De tornada a París, va ser nomenat ajudant de química a l'Escola Politècnica i on va succeir llavors a Gay-Lussac com a professor. Com a ajudant a l'Escola Politècnica, va travar amistat amb Jean-Baptiste Dumas i Alfred Nobel va ser el seu estudiant durant un any.
Va ensenyar llavors al Col·legi de França i va col·laborar amb importants químics europeus com el suec Jöns Jacob Berzelius i l'alemany Justus von Liebig.
El 1837, Pelouze va ser nomenat membre de l'Institut, en substitució de Deyeux. En aquesta època, suplia el baró Louis Jacques Thénard al Col·legi de França, on va ocupar la càtedra de química mineral de 1845 a 1850, i reemplaçava momentàniament Dumas a l'Escola politècnica.
Designat el 1833, de resultes d'un concurs, assajador a la Moneda, es va fer verificador de les proves i, el 1848, president de la comissió de les monedes. Va publicar, amb el seu ajudant Edmond Frémy, el Tractat de química general (1854-1857) abreviat en el curs de química general (1848-1849).
El 1837, Pelouze va ser escollit membre l'Acadèmia de les ciències i va ser rebut a l'Acadèmia de Rouen el 26 de juny de 1840. Pelouze fou nomenat Comendant de la Legió d'honor, de l'ordre del Crist de Portugal; va pertànyer a un gran nombre d'Acadèmies i de Societats científiques franceses i estrangeres.

## Obra
Seria difícil enumerar tots els treballs de Pelouze, que és immens, tals són els seus treballs sobre l'àcid nitrosulfuric i els nitrosulfats, sobre la glicerina, sobre la fabricació del platí, sobre els productes de la descomposició del cianogen a l'aigua, sobre la deshidratació dels citrats i sobre la constitució de l'àcid cítric, sobre la combinació del cianogen i del ferro, sobre els greixos, sobre la descomposició de les substàncies orgànics per la baritina (amb Millon), sobre olis essencials, sobre la urea, l'allantoïna, sobre els sucres de la remolatxa i del blat de moro, sobre l'àcid hiperchlorós, sobre l'àcid butíric, sobre l'àcid làctic, sobre un nou mètode de dosificació del coure, etc. Va descobrir els nitrils, que són caracteritzats per una funció ciano : -CN. Va desenvolupar el paper nitrat com a explosiu, un precursor de la nitroglicerina. Va determinar amb molta precisió el pes atòmic de diversos elements.

### Obres
- Traité méthodique de la fabrication du coke et du charbon de tourbe, Paris, Librairie de Maison, 1842
- Cours de chimie générale, Paris, Masson, 1848
- Traité de chimie, générale, analytique, Paris, Librairie Victor Masson, 1860
- Recherches sur les eaux minérales des Pyrénées, Paris, Baillière, 1848
- Mémoire sur les produits de la distillation des acides malique, tartrique et paratartrique, suivi de considérations générales sur les acides pyrogénés, page 287 des Annales de chimie et Physique - tome 56, sous la direction de MM. Gay Lussac et Arago, 1834; ré-édité à Paris, Saintin, 1836
- Recherches expérimentales sur la végétation. Rôle des nitrates dans l'économie des plantes. Procédés nouveaux pour doser l'azote des nitrates, en présence de matières organiques, Paris, Mallet-Bachelier, 1856